# Trichoniscus nicaeensis
Trichoniscus nicaeensis là một loài chân đều trong họ Trichoniscidae. Loài này được Legr and miêu tả khoa học năm 1953.